# Tom i Jerry: Robin Hood i jego Księżna Mysz
Tom i Jerry: Robin Hood i jego Księżna Mysz (ang. Tom and Jerry: Robin Hood and His Merry Mouse) – amerykański film animowany z 2012 roku w reżyserii Spike’a Brandta i Tony’ego Cervone’ego. Wyprodukowany przez Warner Bros.

## Fabuła
Banita, Robin Hood zostaje porwany przez złego szeryfa Nottingham, a jego ukochana lady Marion wpada w łapy chciwego Jana. Jedyną deską ratunku jest pomoc dwóch bohaterów - Toma i Jerry’ego. W obliczu zniewolenia Robin Hooda muszą stawić topór wojenny i stanąć do walki w obronie dobra i miłości.